# Клиодинамика
Клиодина́мика, англ. cliodynamics (от др.-греч. Κλειώ, лат. Clio — древнегреческая муза истории, и англ. dynamics — изучение динамических систем; название сконструировано аналогично термину «термодинамика» ) — междисциплинарная область исследований, ориентированная на построение математических моделей социально-исторических процессов. Клиодинамика основана на положении об исторических процессах как происходящих по регулярным предсказуемым закономерностям. Создатель концепции позиционирует её как более точную в сравнении с гуманитарной исторической наукой.
Термин предложен автором клиодинамики П. В. Турчиным в 2003 году.
Среди учёных клиодинамика не получила общего признания и является спорным дискуссионным подходом. Некоторые исследователи считают клиодинамику интересной, но ошибочной концепцией.

## История возникновения
Концепцию клиодинамики создал П. В. Турчин, его идея была опубликована в 2003 году. Одним из основоположников клиодинамики также считается Сергей Петрович Капица.
Турчин опирался на работу математика Дж. Голдстоуна, который первым применил теорию сложных систем к человеческой истории и пришел к выводу, что политическая нестабильность циклична. Голдстоун создал модель социальных перемен — математическое описание революции. Его модель была неполной и подверглась критике. Голдстоун сам признавал несовершенство своей модели.
В 2003 году вышла книга Турчина «Historical Dynamics» о статистическом анализе исторических событий, в которой автор изложил свою концепцию цикличности истории. В том же году он основал новую область академических исследований и назвал её клиодинамикой (англ. cliodynamics).
Турчин образовал термин «клиодинамика» от имени Клио — музы истории и героической поэзии в греческой мифологии.
С 2005 года в Институте Санта-Фе, где Турчин работает приглашённым професором, действуют рабочие группы и проводятся семинары по применению математических и теоретических основ клиодинамики к истории.
В 2008 году журнал Nature опубликовал статью Турчина (в то время он работал приглашённым професором в Институте Санта-Фе), что познакомило с клиодинамикой научное сообщество.
В 2010 году Турчин в открытом письме «Political instability may be a contributor in the coming decade», опубликованном в журнале Nature, изложил свои соображения об ошибочности оптимистичных прогнозов о «светлом будущем» и сделал прогноз о скором наступлении периода политической нестабильности в США и Великобритании с возможностью коллапса этих стран.
C 2010 года издаётся журнал Cliodinamics, его главный редактор — П. В. Турчин, а в редколлегии которого работают Рэндалл Коллинз, Кристофер Чейз-Данн из The Institute for Research on World-Systems Калифорнийского университета, Даг Уайт (профессор в Калифорнийском Университете Ирвайн, внешний профессор в Институте Санта-Фе) и Тим Колер (профессор в Университете штата Вашингтон, внешний профессор в Институте Санта-Фе). Издание журнала спонсирует The Institute for Research on World-Systems.

## Общие сведения
Американский экономист русского происхождения П. В. Турчин создал клиодинамику как новое направление в исторической науке, основанное на технологиях Big Data. Автор позиционирует клиодинамику как точную дисциплину в противопоставление к «традиционной» исторической науке.
Разработанная для описания физических процессов теория сложных систем (англ. Complexity Theory) применяется в клиодинамике к историческим процессам. Клиодинамика использует современные вычислительные методы и мощную вычислительную технику.
Турчин с соратниками собрали большое количество исторических сведений в базу данных Seshat (названную в честь богини Сешат египетского языческого пантеона), из которого, проведя статистический анализ по выбранным им параметрам, он выделил циклические закономерности, которые назвал «вековыми циклами» (англ. secular cycles).
Автор клиодинамики поставил целью определить причины вековых циклов, затем провести математическое моделирование и на этих моделях спрогнозировать будущие процессы в обществе.
Основной задачей клиодинамики является выявление и исследование исторических закономерностей на основе анализа долговременных социальных процессов. Согласно публикациям основоположников клиодинамики, к настоящему времени основными достижениями можно считать разработку математических моделей «вековых» социально-демографических циклов и достаточно успешное математическое моделирование долгосрочного развития Мир-Системы.
Одной из задач клиодинамики является отсеивание наименее правдоподобных объяснений исторических процессов.
По мнению П. В. Турчина, клиодинамика вырастает из клиометрии, нуждается в ней как в поставщике «сырья», эмпирических данных, но и клиометрия нуждается в дисциплине, подобной клиодинамике, как в источнике теорий и моделей, направляющих эмпирические исследования.
В научной фантастике существует литературный прототип клиодинамики — вымышленная наука «психоистория», созданная математиком Селдоном в романе Айзека Азимова «Основание». В отличие от фантастической психоистории, клиодинамика не способна предсказать будущее.

## Критика
Согласно публикации научного журналиста Laura Spinney в «Nature», большая часть учёных-историков относятся к клиодинамике глубоко скептически, оценивают перспективы клиодинамики критично и не уверены в возможности успешного применения её методов в исторической науке. Некоторые, как Сергей Капица, подчёркивали, что «общие вопросы применения методов математики к общественным явлениям также требуют большего внимания и понимания» и во многих случаях «речь может идти лишь о качественном, „мягком“ моделировании».
Биолог и философ науки Массимо Пильюччи в своей книге «Nonsense on Stilts: How to Tell Science from Bunk», посвящённой псевдонаучным концепциям в исторической науке, считает клиодинамику интересной гипотезой, но крайне трудно доказуемой.
Клиодинамика воспринимается с глубоким скептицизмом большинством академических историков, которые склонны рассматривать историю как сложную смесь случайностей, отдельных слабостей и уникальных ситуаций, которые никогда не охватит никакая грубая «наука истории».